# Глутенова ентеропатия
Цьолиакия (Глутеновата ентеропатия) е автоимунно заболяване, при което организмът реагира неправилно на глутена. В резултат се уврежда лигавицата на тънкото черво и се развива малабсорбционен синдром.
Основните симптоми на заболяването са диария, запек, газове, отслабване, умора, болки в ставите и мускулите, обриви, главоболие и други. Диагностицира се чрез биопсия и кръвно изследване за антитрансглутаминазни антитела.
Въпреки че са провеждани експериментални лечения, единственото ефективно средство за справяне с ентеропатията остава пълното елиминиране на глутена от диетата. Това води до възстановяване на чревната лигавица и облекчаване на симптомите.
Неоткриването на заболяването и неспазването на безглутенова диета може да доведат до усложнения като остеомалация, остеопороза, безплодие и други.